# Pain Neve
Il Nevaio Pain (in lingua inglese: Pain Neve) è nevaio situato tra il Commonwealth Range e lo Hughes Range, catene montuose che fanno parte dei Monti della Regina Maud, in Antartide. 
Dal Nevaio Pain fluisce in direzione sudovest il Ghiacciaio Keltie fino a entrare nel Ghiacciaio Beardmore. 
La denominazione fu assegnata dal gruppo sud della New Zealand Geological Survey Antarctic Expedition (NZGSAE) (1961–62), in onore di Kevin Pain, assistente di campo del gruppo.